# James A. Levinsohn
James A. Levinsohn (* 1958) ist ein US-amerikanischer Wirtschaftswissenschaftler und Hochschullehrer.

## Leben
Der 1958 geborene Levinsohn absolvierte im Jahr 1981 einen B.A. am Williams College. Anschließend wechselte er an die Princeton University, wo er 1985 seinen M.S. und 1988 seinen Ph.D. abschloss. Ab 1987 war er Assistant Professor an der University of Michigan, ab 1992 Associate Professor und 1999 zum Professor berufen. 2010 wechselte er an die Cowles Foundation und als Professor an die Yale University. Er vertritt den nach Charles W. Goodyear benannten Lehrstuhl für globale Angelegenheiten, ist Direktor des Jackson Institute for Global Affairs, sowie Professor of Economics and Management.
Von 1996 bis 1999 war er Mitherausgeber des Journal of International Economics. Er saß ab 1998 im Herausgebergremium des Journal of Economic Literature und wurde 2004 zum Associate Editor ernannt, 2003 auch für das Review of Economics and Statistics. Er saß im Editorial Board des Berkeley Electronic Journals in Economic Analysis and Policy (2002–2004) und des American Economic Review (2006–2009).
Er arbeitete als Berater der Regierung in Südafrika und Botswana.
Er erhielt 1986 ein Stipendium der Sloan Foundation und war 1990 bis 1991 Fellow der Hoover Institution. Er ist seit 1992 mit dem National Bureau of Economic Research assoziiert und 2020 in den zwei Programmen zu Entwicklungsökonomik sowie internationaler Handel und Investitionen vertreten.

## Forschung
Levinsohns Fachgebiete sind internationale Wirtschaft, Industrieökonomik, Wirtschaftsentwicklung und angewandte Ökonometrie. Er hat zahlreiche Publikationen zu Handelspolitik, Arbeitsmärkte für junge Menschen sowie globale Kooperation veröffentlicht. Seine jüngeren akademischen Forschungen konzentrierten sich auf die Abschätzung der Auswirkungen der Binnenmigration auf die Haushalte in Südafrika und die Abschätzung der Nachfrage nach sanitären Einrichtungen in Bangladesch.
Seit 2020 zählt ihn der Medienkonzern Clarivate zu den Favoriten auf einen Alfred-Nobel-Gedächtnispreis für Wirtschaftswissenschaften (Clarivate Citation Laureates) unter Verweis auf das mit Ariel Pakes und Steven T. Berry entwickelte Logit-Modell mit Zufallsparametern zur Bestimmung der Nachfrage. Dieses Modell erlaubt es, endogene Preise und Heterogenität von Konsumenten in die Bewertung von Produkteigenschaften einzubeziehen. Dadurch können realistischere Preiselastizitäten bestimmt werden.

## Publikationen
Buch als Herausgeber
- Alan V. Deardorff, James A. Levinsohn, Robert M. Stern (Hrsg.): New Directions in Trade Theory. University of Michigan Press, 1995, ISBN 978-0-472-10562-5, doi:10.3998/mpub.23297.

Artikel mit mehr 500 Zitationen bei Google Scholar
- Amil Petrin, Brian P. Poi, James Levinsohn: Production Function Estimation in Stata using Inputs to Control for Unobservables. In: The Stata Journal 4.2, 2004, S. 113–123, doi:10.1177/1536867X0400400202.
- James Levinsohn, Amil Petrin: Estimating Production Functions Using Inputs to Control for Unobservables. In: The Review of Economic Studies 70.2, April 2003, S. 317–341, doi:10.1111/1467-937X.00246.
- Steven Berry, James Levinsohn, Ariel Pakes: Differentiated Products Demand Systems from a Combination of Micro and Macro Data: The New Car Market. In: Journal of Political Economy 112.1, Februar 2004, doi:10.1086/379939
- David Hummels, James Levinsohn: Monopolistic Competition and International Trade: Reconsidering the Evidence. In: Quarterly Journal of Economics 110.3, August 1995, S. 799–836, doi:10.2307/2946700.s
- Steven Berry, James Levinsohn, Ariel Pakes: Automobile Prices in Market Equilibrium. In: Econometrica 63.4, 1995, S. 841–890, doi:10.2307/2171802.
- James Levinsohn: Testing the imports-as-market-discipline hypothesis. In: Journal of International Economics 35.1–2, August 1993, S. 1–22, doi:10.1016/0022-1996(93)90002-F.
- Edward E. Leamer, James Levinsohn: International trade theory: The evidence. Kapitel 26 in: Gene M. Grossman, Kenneth Rogoff (Hrsg.): Handbook of International Economics, Band 3, 1995, S. 1339–1394, doi:10.1016/S1573-4404(05)80006-1.